# Mallada opimus
Mallada opimus is een insect uit de familie van de gaasvliegen (Chrysopidae), die tot de orde netvleugeligen (Neuroptera) behoort. 
Mallada opimus is voor het eerst wetenschappelijk beschreven door Hölzel in 1973.